# Infinix Mobile

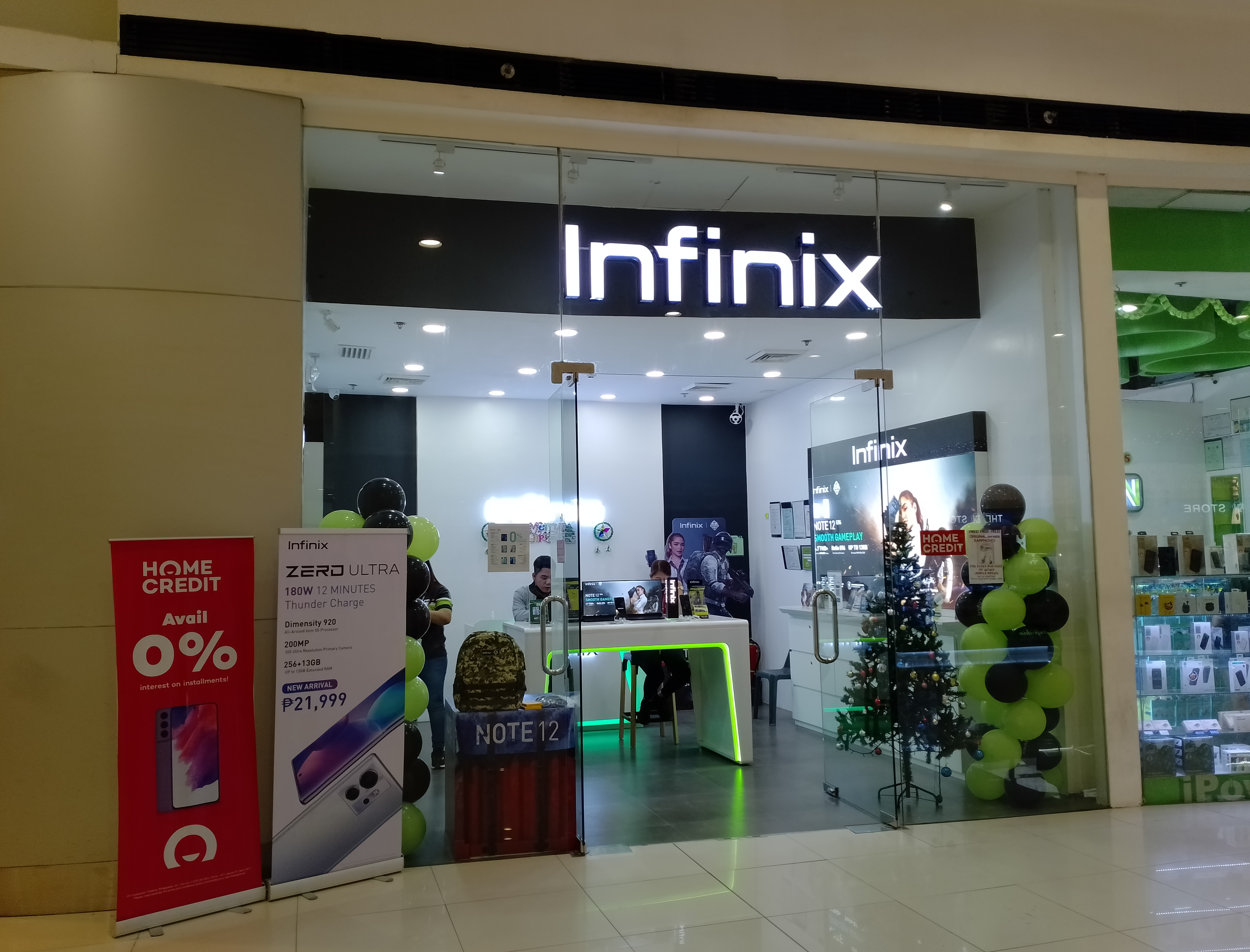
Sklep Infinix

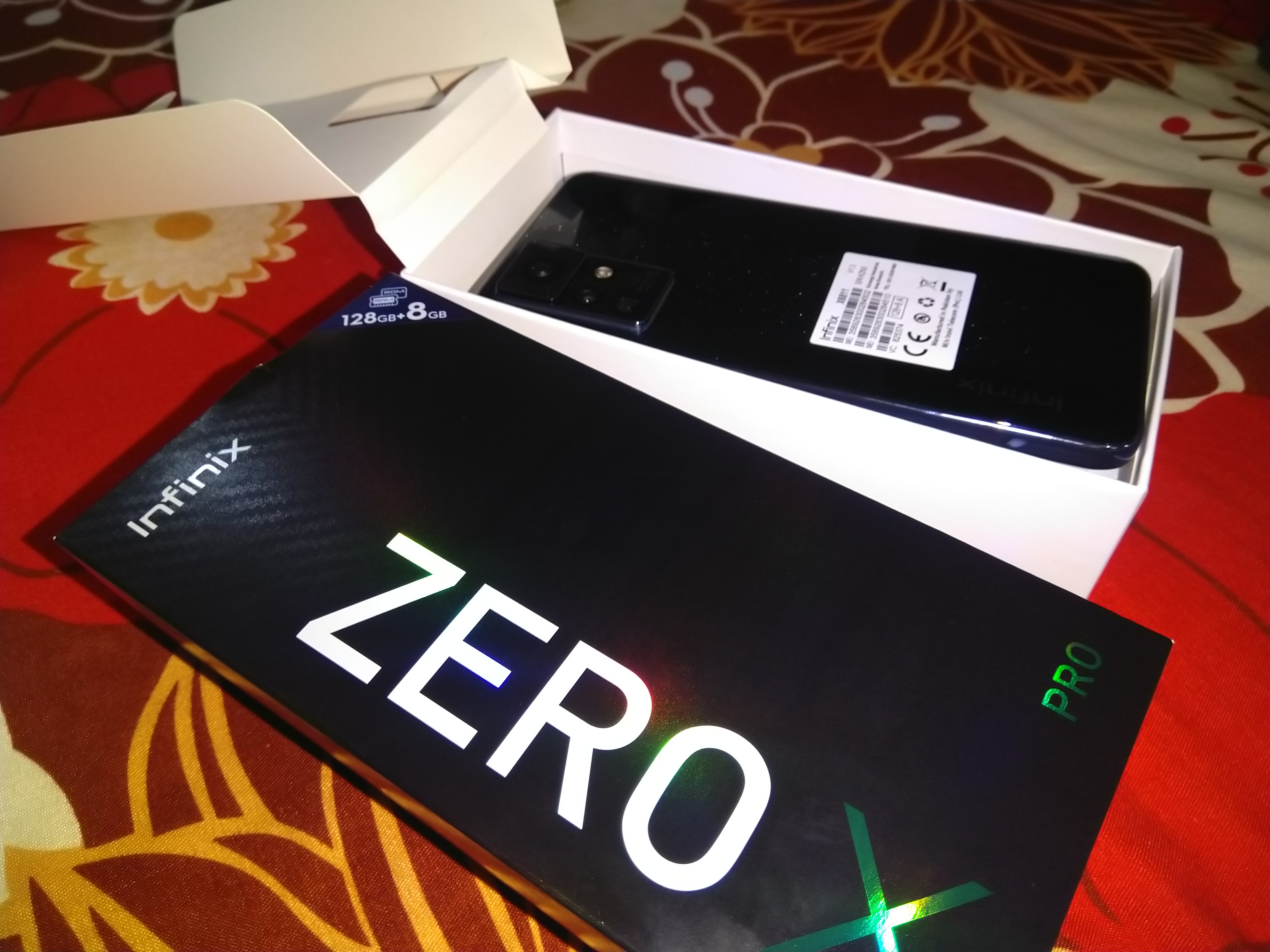
Smartfon Infinix Zero X Pro

Infinix Mobile (Infinix Mobility Ltd.) – chiński producent urządzeń mobilnych z siedzibą w Shenzhen. Stanowi spółkę zależną Transsion.
Marka powstała po nabyciu francuskiej firmy Sagem Wireless w 2011 roku. Oferta Infinix Mobile obejmuje smartfony i tablety oraz akcesoria mobilne, w tym słuchawki, ładowarki i powerbanki, a także urządzenia ubieralne.
Marka została założona w 2012 lub 2013 roku. Według danych własnych Infinix Mobile ma lokalne oddziały w ponad 60 krajach. Przedsiębiorstwo jest zarejestrowane w Hongkongu. Siostrzane marki urządzeń mobilnych to Tecno i Itel.
Producent koncentruje się na rynkach wschodzących, m.in. w krajach Afryki i Azji. W 2022 roku marka weszła do Polski i Czech.